# The Supermãe
The Supermãe, cartum e charges da autoria do Ziraldo, que originou-se a partir do Jornal da Bahia, em 1969. Em 1970, as histórias de Dona Clotildes (a supermãe) e seu filho Carlinhos passaram a ocupar a última página da Revista Claudia, onde permanecem até hoje.